# Schrankia nokowula
Schrankia nokowula är en fjärilsart som beskrevs av Holloway 1977. Schrankia nokowula ingår i släktet Schrankia och familjen nattflyn. Inga underarter finns listade.